# Serrato (Spagna)
Serrato è un comune spagnolo di 500 abitanti situato nella comunità autonoma dell'Andalusia, in provincia di Malaga. Si costituì come comune autonomo il 19 dicembre 2014 distaccandosi da quello di Ronda.